# هينريتش هوفمان (لاعب رماية)
هينريتش هوفمان (بالألمانية: Heinrich Hoffmann)‏ هو لاعب رماية ألماني، ولد في 20 فبراير 1867 في زاجان في بولندا، وتوفي في 16 يونيو 1947.

## وصلات خارجية
- هينريتش هوفمان على موقع أوليمبيديا (الإنجليزية)